# Najtiaphorura
Genre
Najtiaphorura est un genre de collemboles de la famille des Tullbergiidae.

## Distribution
Les espèces de ce genre se rencontrent en Europe et en Afrique du Nord.

## Liste des espèces
Selon Checklist of the Collembola of the World (version du 15 septembre 2019) :
- Najtiaphorura dobrolubovae Shveenkova & Potapov, 2003
- Najtiaphorura marocana Thibaud & Boumezzough, 2006
- Najtiaphorura olivieri (Weiner & Thibaud, 1991)
- Najtiaphorura sandrinae Weiner & Thibaud, 1991

## Étymologie
Ce genre est nommé en l'honneur de Judith Najt.

## Publication originale
- Weiner & Thibaud, 1991 : Un nouveau genre de Tullbergiinae (Collembola) des sables de la region parisienne. Bulletin du Museum National d'Histoire Naturelle Section A Zoologie Biologie et Ecologie Animales, vol. 13, no 1/2, p. 113-119.